# Lights Out (album UFO)
Lights Out – szósty studyjny album brytyjskiego zespołu UFO, wydany w 1977 roku.
Wszystkie utwory są autorstwa członków zespołu oprócz Alone Again Or, który jest coverem zespołu Love.

## Skład zespołu
- Phil Mogg – śpiew
- Michael Schenker – gitara
- Paul Raymond – instrumenty klawiszowe
- Pete Way – gitara basowa
- Andy Parker – perkusja

## Lista utworów
| 1. | "Too Hot To Handle" (Mogg, Way)            | 3:37  |
|    |                                            |       |
| 2. | "Just Another Suicide" (Mogg)              | 4:58  |
|    |                                            |       |
| 3. | "Try Me" (Mogg, Schenker)                  | 4:49  |
|    |                                            |       |
| 4. | "Lights Out" (Mogg, Parker, Schenker, Way) | 4:33  |
|    |                                            |       |
| 5. | "Gettin' Ready" (Mogg, Schenker)           | 3:46  |
|    |                                            |       |
| 6. | "Alone Again Or" (MacLean)                 | 3:00  |
|    |                                            |       |
| 7. | "Electric Phase" (Mogg, Schenker, Way)     | 4:20  |
|    |                                            |       |
| 8. | "Love To Love" (Mogg, Schenker)            | 7:38  |
|    |                                            |       |
|    |                                            | 36:41 |
|    |                                            |       |

## Single
- wrzesień 1977 r. – "Lights Out"
- listopad 1977 r. – "Too Hot To Handle"
- styczeń 1978 r. – "Love To Love"